# Ядвижена Надія
Надія Ядвижена (23 жовтня 1979, Харків) — українська шахістка, національний майстер серед жінок, чемпіонка України із шахів серед жінок 1999 року.

## Результати виступів у чемпіонатах України
Надія Ядвижена зіграла у 4-х фінальних турнірах чемпіонатів України, набравши загалом 23 очки із 40 можливих (+17-11=12).
| Рік  | Місто       | Турнір                 | + | − | = | Результат | Місце  |
| ---- | ----------- | ---------------------- | - | - | - | --------- | ------ |
| 1998 | Алушта      | 58-й чемпіонат України | 4 | 2 | 3 | 5½ з 9    | 10—15  |
| 1999 | Алушта      | 59-й чемпіонат України | 6 | 0 | 3 | 7½ з 9    | Gold   |
| 2000 | Севастополь | 60-й чемпіонат України | 5 | 1 | 3 | 6½ з 9    | Bronze |
| 2001 | Краматорськ | 61-й чемпіонат України | 2 | 8 | 3 | 3½ з 13   | 13     |